# Rasi Salai (huyện)
Rasi Salai (tiếng Thái: ราษีไศล) là một huyện (Amphoe) ở phía bắc của tỉnh Sisaket, đông bắc Thái Lan.

## Địa lý
Các huyện giáp ranh (từ phía bắc theo chiều kim đồng hồ) là: Phanom Phrai của tỉnh Roi Et, Sila Lat tỉnh Sisaket, Maha Chana Chai và Kho Wang của tỉnh Yasothon, Yang Chum Noi, Mueang Sisaket, Uthumphon Phisai và Bueng Bun của Sisaket, và Rattanaburi của tỉnh Surin. Sông chính ở huyện này là sông Mun.
Huyện được đổi tên từ Khong sang Rasi Salai năm 1939.

## Hành chính
Huyện này được chia thành 13 phó huyện (tambon), các đơn vị này lại được chia ra thành 190 làng (muban). Mueang Khong là một thị trấn (thesaban tambon)  nằm trên một phần của tambon Mueang Khong. Có 13 Tổ chức hành chính tambon.
| STT. | Tên             | Tên Thái | Số làng | Dân số |  |
| ---- | --------------- | -------- | ------- | ------ |  |
| 1.   | Mueang Khong    | เมืองคง   | 15      | 7.523  |  |
| 2.   | Mueang Khaen    | เมืองแคน  | 14      | 6.600  |  |
| 3.   | Nong Khae       | หนองแค   | 17      | 7.803  |  |
| 6.   | Chik Sang Thong | จิกสังข์ทอง | 10      | 3.999  |  |
| 7.   | Dan             | ด่าน      | 13      | 5.206  |  |
| 8.   | Du              | ดู่        | 14      | 7.362  |  |
| 9.   | Nong Ueng       | หนองอึ่ง   | 17      | 8.594  |  |
| 10.  | Bua Hung        | บัวหุ่ง     | 18      | 6.822  |  |
| 11.  | Phai            | ไผ่       | 12      | 5.334  |  |
| 12.  | Som Poi         | ส้มป่อย    | 17      | 7.188  |  |
| 13.  | Nong Mi         | หนองหมี   | 18      | 5.937  |  |
| 14.  | Wan Kham        | หว้านคำ   | 13      | 5.142  |  |
| 15.  | Sang Pi         | สร้างปี่    | 12      | 4.823  |  |

Các con số không có trong bảng này là tambon nay tạo thành huyện Sila Lat.